# Corgoň liga 2009/2010
1. slovenská fotbalová liga v sezóně 2009/2010 byl v pořadí 17. ročník slovenské nejvyšší fotbalové soutěže. Pravidelně ji pořádá Slovenský fotbalový svaz.
Titul obhajoval Slovan Bratislava, který hrál i v předkolech Ligy mistrů. Na postu jeho trenéra vystřídal Ladislava Pecka český trenér Dušan Uhrin. Po neúspěších v Lize mistrů však ve Slovanu své působení ukončil. Během zimní přestávky byly v boji o titul tři mužstva: MŠK Žilina, Slovan Bratislava a Dukla Banská Bystrica. Několik kol před koncem hráli o titul už jen Žilina a Slovan. Titul si nakonec zajistila Žilina, když Slovan podával nevýrazné výsledky. 
V pásmu sestupu do druhé ligy byly po podzimní části nejvýrazněji namočeny Košice, které měly jen devět bodů a osmibodovou ztrátu na Dubnicu. V zimní přestávce angažovali trenéra Milojeviče a týmu se začalo během jara dařit. Blízko vypadnutí byla i Dunajská Streda, která se zmítala ve vnitřních problémech. Sestupující se po posledním kole stala Petržalka, která opustila nejvyšší soutěž po čtrnácti letech.
Nejlepším střelcem soutěže se stal Róbert Rák z Nitry.

## Účastníci
- FC DAC 1904 Dunajská Streda
- MFK Petržalka
- MŠK Žilina
- Slovan Bratislava (obhájce titulu)
- MFK Dubnica nad Váhom
- FC VSS Košice
- MFK Ružomberok
- Dukla Banská Bystrica
- Tatran Prešov
- FC Nitra
- Spartak Trnava
- FK Senica

## Sestupující a postupující
- Tým, který postoupil do Corgoň ligy: FC ViOn Zlaté Moravce
- Tým, který sestoupil do 1. ligy: MFK Petržalka

## Statistiky

### Branky
- První gól: 
  - 1. kolo, Pavol Masaryk (Slovan, 43. minuta; gól na 1:0): Slovan Bratislava - FK Senica 3: 0
- Poslední gól:
  - 33. kolo, Filip Kučera (Senica, 90. minuta, gól na 1:2): MFK Petržalka - FK Senica 1:2

- První hattrick: 
  - 6. kolo, Dušan Uškovič
  - 6. kolo, Ján Novák

- Výhra nejvyšším rozdílem: 
  - 22. kolo, Spartak Trnava - FC DAC 1904 Dunajská Streda 7:0
  - 13. kolo, MFK Petržalka - MFK Dubnica nad Váhom 7:0

- Nejvíce branek v jednom zápase:
  - 6. kolo, Spartak Trnava - FC VSS Košice 5:4

### Celkově
- Nejvíce výher:
  - MŠK Žilina - 23

- Nejméně výher:
  - FC DAC 1904 Dunajská Streda, MFK Petržalka - 7

- Nejvíce proher:
  - MFK Petržalka - 18

- Nejméně proher:
  - Slovan Bratislava - 5

- Nejvíce vstřelených gólů:
  - MŠK Žilina - 59

- Nejméně vstřelených gólů:
  - MFK Dubnica nad Váhom - 27

- Nejvíce inkasovaných gólů:
  - MFK Košice - 57

- Nejméně inkasovaných gólů:
  - MŠK Žilina - 17

### Doma
- Nejvíce výher:
  - MŠK Žilina - 15

- Nejméně výher:
  - FC DAC 1904 Dunajská Streda, FK Senica - 5

- Nejvíce proher:
  - MFK Košice - 8

- Nejméně proher:
  - MŠK Žilina, Slovan Bratislava - 1

- Nejvíce vstřelených gólů:
  - MŠK Žilina - 37

- Nejméně vstřelených gólů:
  - MFK Dubnica nad Váhom - 16

- Nejvíce inkasovaných gólů:
  - MFK Košice - 24

- Nejméně inkasovaných gólů:
  - MŠK Žilina, Tatran Prešov - 7

### Venku
- Nejvíce výher:
  - Slovan Bratislava - 11

- Nejméně výher:
  - MFK Košice - 0

- Nejvíce proher:
  - Tatran Prešov - 13

- Nejméně proher:
  - Slovan Bratislava  - 4

- Nejvíce vstřelených gólů:
  - Slovan Bratislava  - 24

- Nejméně vstřelených gólů:
  - MFK Petržalka - 8

- Nejvíce inkasovaných gólů:
  - MFK Košice - 33

- Nejméně inkasovaných gólů:
  - MŠK Žilina - 10

## Tabulka
|     | Mužstvo                     | Z  | V  | R  | P  | Branky vstřelené | Branky inkasované | Rozdíl skóre | Body |
| --- | --------------------------- | -- | -- | -- | -- | ---------------- | ----------------- | ------------ | ---- |
| 1.  | MŠK Žilina                  | 33 | 23 | 4  | 6  | 59               | 17                | +42          | 73   |
| 2.  | Slovan Bratislava           | 33 | 21 | 7  | 5  | 54               | 24                | +30          | 70   |
| 3.  | Dukla Banská Bystrica       | 33 | 15 | 11 | 7  | 45               | 30                | +15          | 56   |
| 4.  | FC Nitra                    | 33 | 14 | 6  | 13 | 42               | 40                | +2           | 48   |
| 5.  | MFK Ružomberok              | 33 | 13 | 8  | 12 | 33               | 35                | -2           | 47   |
| 6.  | FK Senica (N)               | 33 | 12 | 7  | 14 | 34               | 44                | -10          | 43   |
| 7.  | Spartak Trnava              | 33 | 12 | 5  | 16 | 52               | 46                | +6           | 41   |
| 8.  | Tatran Prešov               | 33 | 11 | 5  | 17 | 32               | 38                | -6           | 38   |
| 9.  | MFK Dubnica nad Váhom       | 33 | 8  | 12 | 13 | 27               | 42                | -15          | 36   |
| 10. | FC DAC 1904 Dunajská Streda | 33 | 7  | 12 | 14 | 28               | 47                | -19          | 33   |
| 11. | MFK Košice                  | 33 | 8  | 9  | 16 | 32               | 57                | -25          | 33   |
| 12. | MFK Petržalka               | 33 | 7  | 8  | 18 | 33               | 51                | -18          | 29   |

## Nejlepší střelci
| Místo | Hráč             | Branky | Klub                     |
| ----- | ---------------- | ------ | ------------------------ |
| 1.    | Róbert Rák       | 18     | FC Nitra                 |
| 2.    | Ivan Lietava     | 13     | MŠK Žilina               |
| 3.    | Ján Novák        | 12     | MFK Košice               |
| 4.    | Juraj Halenár    | 11     | Slovan Bratislava        |
| 4.    | Oleksandr Piščur | 11     | MFK Ružomberok           |
| 4.    | Tomáš Oravec     | 11     | MŠK Žilina               |
| 7.    | Pavol Masaryk    | 10     | Slovan Bratislava        |
| 8.    | Peter Doležaj    | 9      | Spartak Trnava           |
| 9.    | Tomáš Majtán     | 8      | MFK Petržalka/MŠK Žilina |
| 9.    | Ľubomír Bernáth  | 8      | Spartak Trnava           |

## Vítěz
| Corgoň liga 2009/10 MŠK Žilina (5. titul) Brankáři: Martin Dúbravka, Martin Krnáč Obránci: Stanislav Angelovič, Ľubomír Guldan, Vladimír Leitner, Mário Pečalka, Prince Ofori, Jozef Piaček, Martin Pole, Ondřej Šourek, Dominik Fótyik Záložníci: Róbert Jež, David Kobylík, Patrik Mráz, Emil Rilke, Michal Škvarka, Martin Vyskočil, Nemanja Zlatkovič, Adam Žilák Útočníci: Bello Babatounde, Dennis Christu, Ivan Lietava, Tomáš Majtán, Tomáš Oravec Trenér: Pavel Hapal |